# Ann-Kathrin Wasle

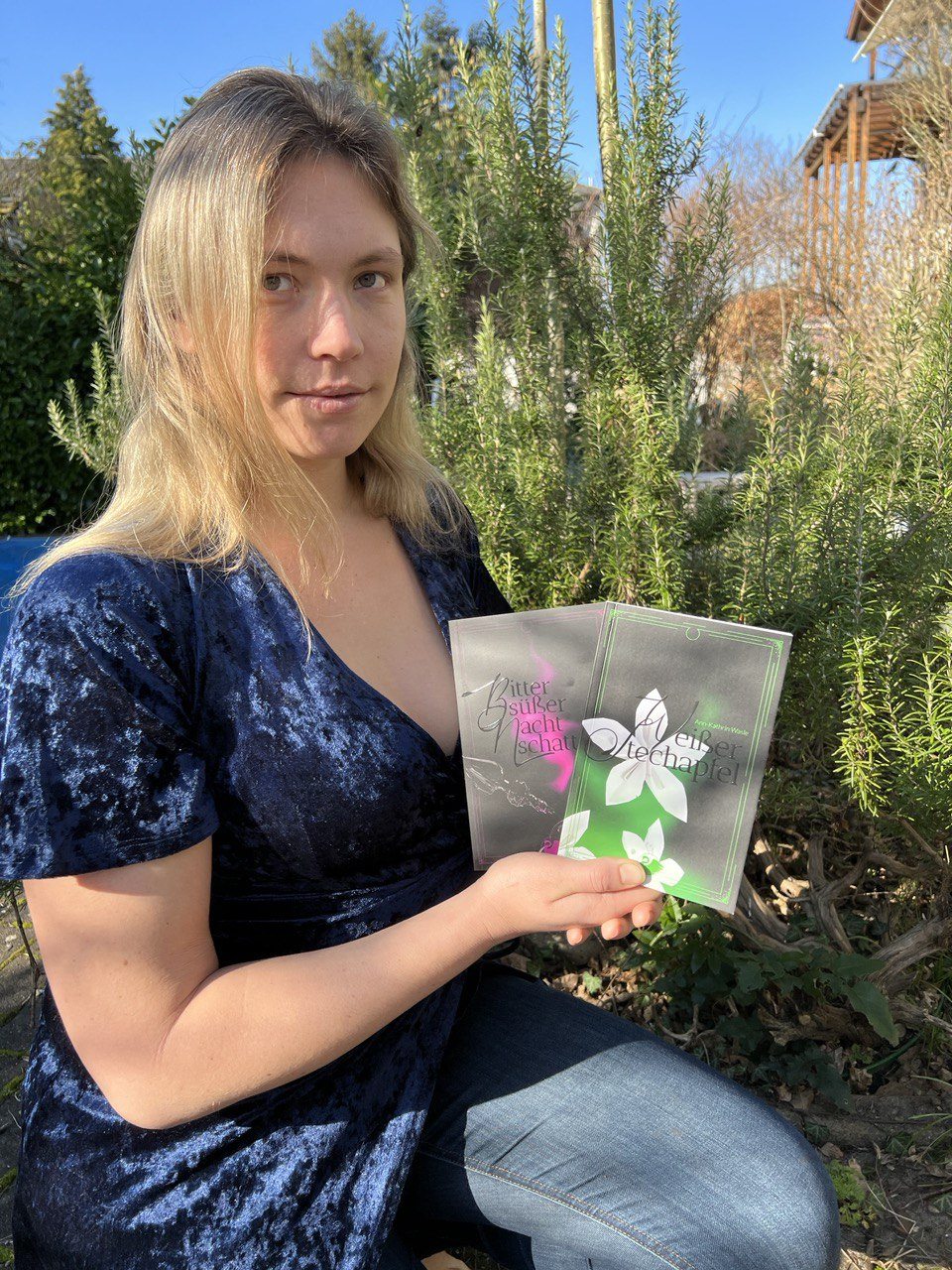
Ann-Kathrin Wasle mit ihren Romanen Bittersüßer Nachtschatten und Weißer Stechapfel

Ann-Kathrin Wasle (* 21. Januar 1987 in Mechernich) ist eine deutsche Schriftstellerin. Sie schreibt hauptsächlich unter ihrem Klarnamen, hat aber auch schon unter den Pseudonymen Anna Katharina Wasle und Ananke veröffentlicht.

## Leben und Werk
Ann-Kathrin Wasle studierte Mathematik und Informatik an der Universität Mannheim. Seit 2016 arbeitet sie hauptberuflich als Autorin und Lektorin. In ihren Romanen vermischt sie oft historische Schauplätze mit mystischen Geschichten, die ins Phantastische reichen, so wie in ihrem ersten Historienroman Die Glocken von Rungholt, der 2016 bei dotbooks erschienen ist.
Im November 2020 gründete sie zusammen mit ihrem Mann Tobias Wasle das Eigenverlags-Label TintenSchwan, in dem sie seither ihre Bücher veröffentlicht, angefangen mit dem historischen Fantasy-Roman Das Lied des Gaukelspielers. Ihre Buchcover werden meist von der Coverdesignerin Vanessa Hahn erstellt.
Ann-Kathrin Wasle ist Mitglied von Mensa in Deutschland sowie dem Schwesternverein MHN, für den sie diverse Vorträge gehalten hat. Sie ist Alumni der Studienstiftung des deutschen Volkes, seit 2019 ist sie Mitglied des Selfpublisher-Verbands und seit Anfang 2021 Teil des Phantastik-Autoren-Netzwerks PAN.

## Preise und Nominierungen
Ann-Kathrin Wasle wurde 1998 Kreissiegerin für den Rhein-Neckar-Kreis im Vorlesewettbewerb. 2005 gewann sie den Anselm-Radbruch-Preis und den DPG-Buchpreis der Deutschen Physikalischen Gesellschaft.
Ihr Roman Das Lied des Gaukelspielers wurde für den Skoutz Award History 2021 in die Midlist aufgenommen.

## Werke
Historische Romane
- Die Glocken von Rungholt (als Anna Katharina Wasle). Dotbooks, München 2016, ISBN 978-3-95824-762-8.
- Das Lied des Gaukelspielers. TintenSchwan, Rheinstetten 2020. ISBN 978-3-949198-00-7.
- Rungholt. TintenSchwan, Rheinstetten 2024. ISBN 978-3-949198-14-4.

Kinderbücher
- Die kleine Nymphe. TintenSchwan, Rheinstetten 2025. ISBN 978-3-949198-20-5.

Albtraum-Novellen (Dark-Romance-Trilogie)
- Eine Nachtmär (als Ananke). Elysion Books, Leipzig 2016, ISBN 978-3-96000-029-7.
- Clair de Lune (als Ananke). Elysion Books, Leipzig 2018, ISBN 978-3-96000-073-0.
- In der Unterwelt (als Ananke). Elysion Books, Leipzig 2020. ISBN 978-3-96000-080-8.
- Albtraum-Novellen (als Ananke, Überarbeitete Gesamtausgabe). TintenSchwan, Rheinstetten 2022. ISBN 978-3-949198-09-0.

Nachtschattengewächse (Urban-Fantasy-Reihe)
- Bittersüßer Nachtschatten (= Nachtschattengewächse. Band 1). TintenSchwan, Rheinstetten 2021, ISBN 978-3-949198-02-1.
- Weißer Stechapfel (= Nachtschattengewächse. Band 2). TintenSchwan, Rheinstetten 2021, ISBN 978-3-949198-04-5.
- Tollkraut (= Nachtschattengewächse. Band 3). TintenSchwan, Rheinstetten 2022, ISBN 978-3-949198-06-9.
- Mandragora (= Nachtschattengewächse. Band 4). TintenSchwan, Rheinstetten 2022, ISBN 978-3-949198-10-6.